# Racopilum floridae
Racopilum floridae är en bladmossart som beskrevs av Theodor Carl Karl Julius Herzog 1916. Racopilum floridae ingår i släktet Racopilum och familjen Racopilaceae. Inga underarter finns listade i Catalogue of Life.